# Aleksandr Diemus
Aleksandr Nikołajewicz Diemus (ros. Александр Николаевич Демус, ur. 10 marca 1947) – radziecki lekkoatleta, płotkarz.
Zdobył srebrny medal w biegu na 110 metrów przez płotki na europejskich igrzyskach juniorów w 1966 w Odessie.
Zajął 6. miejsce w biegu na 60 metrów przez płotki na halowych mistrzostwach Europy w 1970 w Wiedniu. Na kolejnych halowych mistrzostwach Europy w 1971 w Sofii zdobył w tej konkurencji srebrny medal, przegrywając jedynie z Eckartem Berkesem z RFN, a wyprzedzając Sergio Lianiego z Włoch.